# エディプスの恋人
『エディプスの恋人』（エディプスのこいびと）は、筒井康隆のSF小説。『週刊読売』の1977年1月1日号から6月4日号にかけて全22回を連載した。連載時の挿絵は真鍋博。
『家族八景』、『七瀬ふたたび』をあわせて「七瀬シリーズ」「七瀬三部作」と呼ばれる。

## 概要
1977年に新潮社から刊行された。その後文庫本化され、増刷されている（後述）。
主人公の七瀬は人の心を読めてしまう精神感応能力者（テレパス）である。この作品では名門私立高校の事務職員という設定である。
七瀬が受け取る他人の思考の様子を、普通の文章だけではなく、文字色・表記の工夫やページ一面に文字をレイアウトするなど、視覚に訴える記述がされている。

## あらすじ
「彼」の意識の存在に気づいた七瀬。ある日グランドでボールが割れた。それが異常の始まりだった。強い「意志」の力によって守られた「彼」の本当の正体と何故「彼」が七瀬の意識に影響を与えているのかを探ろうとする。そして…「彼女」の存在を知ることとなる。

## 単行本
全て新潮社刊
- 新潮文庫 改版、1981年9月。ISBN 978-4101171135
- 1977年10月。ASIN B000J8UP5I
- 1977年1月。ISBN 978-4103145066